# 루스 핸들러
루스 마리아나 핸들러(영어: Ruth Marianna Handler, 1916년 11월 4일 ~ 2002년 4월 27일)는 미국의 사업가이자 발명가이다. 1959년 바비 인형을 발명한 것으로 가장 잘 알려져 있으며 남편 엘리엇과 함께 장난감 제조업체 마텔의 공동 창업자였으며 1945년부터 1975년까지 회사의 초대 회장을 역임했다.
핸들러 부부는 1975년 증권거래위원회가 재무문서 위조 혐의로 회사를 수사한 후 매텔에서 사임했다.
핸들러는 2023년 영화 《바비》에서 중요하게 묘사되었다.

## 어린 시절
1916년 11월 4일 콜로라도주 덴버에서 폴란드 유대인 이민자인 대장장이 제이콥 모스코비치와 아이다 모스코비치 사이에서 열 자녀 중 막내로 태어났다.  태어난지 여섯 달이 되었을 때, 부모는 루스를 언니 사라와 함께 살도록 해 19세가 될 때까지 사라와 함께 지냈고 사라가 운영하던 약국/소다 분수대에서 일하면서 사업에 대한 열정을 키웠다.
1932년에 루스는 미대생인 이지 핸들러와 사랑에 빠졌다. 덴버 대학교 2학년 때 여름 루스는 로스앤젤레스로 가서 파라마운트 스튜디오에 취직해 이지와 1938년 덴버에서 결혼했다. 캘리포니아로 돌아온 루스는 남편이 엘리엇이라는 중간 이름으로 알려지도록 도와주었다. 루스는 파라마운트로 복귀했고 엘리엇은 조명 설비 설계자로 고용되었다.

## 마텔
가구 제작에 관심을 갖게된 엘리엇은 루사이트와 플렉시글라스라는 두 가지 플라스틱으로 가구를 만들기로 결심한다. 루스의 제안으로 부부는 루스가 판매를 담당하는 가구 사업을 시작했고, 는 더글러스 에어크래프트 등의 사업체와 계약을 맺었다.
기업 임원 해롤드 "맷" 맷슨이 회사에 합류했고  "맷슨"과 "엘리엇"을 합쳐서 회사 이름을 마텔로 바꾸었다. (엘리엇은 나중에 루스의 이름을 포함시킬 방법을 생각해내지 못했다고 말했다.) 제2차 세계 대전 중에 매출 감소로 인해 시작한 장난감 가구의 성공으로 회사는 장난감 제조로 전환하게 되었다.

### 바비
루스는 딸 바바라가 친구들이 종이인형과 성인용 롤플레잉 시나리오로 즐거운 시간을 보내는 것을 보면서 시장의 공백을 발견했다. 그 당시에 판매된 인형은 대부분 아기와 유아용이었고, 성인용 인형은 없었다.
1956년 바바라와 의 아들 케네스와 함께 유럽을 여행하던 중 루스는 라인하르트 보이틴이 신문《빌트》에 그린 풍자 만화의 인기 캐릭터를 기반으로한 독일 인형인 빌트 릴리를 우연히 보게 된다. 릴리 인형은 1955년 독일에서 처음 판매되었으며, 처음에는 성인을 대상으로 판매되었지만 별도로 판매되는 의상을 입혀주는 것을 좋아하는 어린이들에게 인기를 끌게 되었다. 이 인형을 보게된 장소가 어디인지는 논란이 있는데《포에버 바비》의 저자인 메리 G. 로드와의 인터뷰에서 핸들러는 스위스 루체른에서 이 인형을 봤다고 말했으나 책에서는 핸들러가 다른 경우에 취리히나 비엔나에서 그것을 보았다고 말한적이 있다고도 지적하고 있다. 어른용 인형은 바로 루스가 생각했던 것과 똑같았다. 세 개를 사서 하나는 딸에게 주고 나머지는 마텔에 가져갔다.
미국으로 돌아온 핸들러는 발명가이자 디자이너인 잭 라이언의 도움을 받아 인형을 새롭게 디자인했다. 딸 바바라의 이름을 따서 인형의 이름을 바비라고 지었고, 바비는 위스콘신 주 윌로우스 출신이라고 정했다. 1959년 3월 9일 뉴욕시에서 열린 미국 국제 장난감 박람회에서 첫 선을 보인 최초의 바비 인형은 가격이 3달러였고 즉시 인기를 끌어 첫 해에 30만대가 판매됐다.
핸들러와 매텔은 나중에 바비 인형의 남자친구를 추가했는데, 핸들러의 아들의 이름을 따서 켄이라고 명명했다. 이후 125가지 이상의 직업이 묘사된 다양한 종류의 바비 인형이 출시되었고 바비는 다재다능함과 패션으로 유명해졌다. 핸들러들은 바비 인형 제품에 자동차, 스포츠 장비, 옷, 인형 가구 등을 추가했다.

## 말년
핸들러는 1970년에 유방암 진단을 받아 당시 질병을 퇴치하기 위해 흔히 시행되던 변형 근치 유방 절제술을 받았다. 건강 개선에 집중하기 위해 마텔에서 보내는 시간을 줄였다. 자존감 상실은 리더십에 영향을 미쳐 사업에 대한 통제력을 잃었다. 1980년 인터뷰에서 루스는 "제가 바비 인형을 임신했을 때, 가슴이 있는 인형으로 노는 것이 어린 소녀의 자존감에 중요하다고 믿었다. 지금은 자존감을 잃은 여성들에게 자존감을 돌려주는 것이 더욱 중요하다고 생각한다. ”라고 말했다.
핸들러는 좋은 유방 보형물을 찾는 데 어려움을 겪으면서 스스로 보형물을 만들기로 결정했다. 새로운 사업 파트너인 페이튼 매시와 자신의 새 회사인 루스튼 코퍼레이션의 도움으로 여성의 가슴을 더욱 사실적으로 구현한 보형물인 Nearly Me를 제작했다. 이 발명품은 매우 유명해져 영부인이었던 베티 포드 여사도 유방 절제술을 받은 후 착용했다.
핸들러는 자선 활동과 사업 활동으로 다양한 상을 수상했다. 《로스앤젤레스 타임즈》에서 올해의 여성으로 선정되었고, 미국 장난감 제조업체 협회에서 장난감 산업 명예의 전당에 입성했으며, 미국 암 협회에서 자원봉사 공로상을 수상했다.
핸들러는 1975년에 분식회계로 대한 여러 차례의 조사를 받은 후 매텔에서 사임했다. 조사는 계속되었고 미국 증권거래위원회로부터 사기와 허위 보고 혐의로 기소되었다. 루스는 혐의 인정을 거부했고 57,000달러( 226168 의 벌금과 2,500시간의 사회 봉사를 선고받았다. 는 자신의 질병으로 인해 사업에 "집중하지 못했다"고 비난했다.
핸들러는 2002년 4월 27일 향년 85세로 캘리포니아에서 대장암 수술 합병증으로 사망했다.

## 추가 문헌
- Forman-Brunell, Miriam. "Barbie in" LIFE": The Life of Barbie." Journal of the History of Childhood and Youth 2.3 (2009): 303-311. online
- Gerber, Robin. Barbie and Ruth: The Story of the World's Most Famous Doll and the Woman Who Created Her. Harper/Collins, 2008.
- Weissman, Kristin Noelle. Barbie: The Icon, the Image, the Ideal: An Analytical Interpretation of the Barbie Doll in Popular Culture (1999).
- Wepman, Dennis. "Handler, Ruth" American National Biography (2000) online